# Edmund Głombiewski
Edmund Konstanty Głombiewski (ur. 20 sierpnia 1956 w Wejherowie) – polski polityk i prawnik, radca prawny, w latach 1999–2001 wicewojewoda pomorski, w latach 2014–2015 starosta lęborski.

## Życiorys
Ukończył studia prawnicze na Wydziale Prawa i Administracji Uniwersytetu Gdańskiego. Odbył również studia podyplomowe na Wydziale Zarządzania UG. Uzyskał uprawnienia radcy prawnego, podejmując pracę w tym zawodzie. W latach 90. był radnym miejskim w Lęborku. Należał do Zjednoczenia Chrześcijańsko-Narodowego, kierował lokalnymi strukturami tej partii. Od marca 1999 do października 2001 zajmował stanowisko drugiego wicewojewody pomorskiego.
W 2001 bez powodzenia kandydował do Sejmu z ramienia Akcji Wyborczej Solidarność Prawicy. Później związał się z Prawem i Sprawiedliwością, z jego ramienia w 2006 i w 2010 uzyskiwał mandat radnego powiatu lęborskiego. W 2014 uzyskał reelekcję, następnie w grudniu tegoż roku objął stanowisko starosty lęborskiego. Zrezygnował z tej funkcji w czerwcu 2015, w tym samym roku wystartował z listy PiS do Sejmu w okręgu gdyńskim. W 2018 ponownie został radnym powiatu.